# Stade clermontois Auvergne Basket 63
Lo Stade clermontois Auvergne Basket 63 era una società femminile di pallacanestro di Clermont-Ferrand, fondata nel 1938.